# Selección de hockey sobre hielo sub-18 de los Países Bajos
El equipo de hockey sobre hielo nacional masculino sub-18 de los Países Bajos está controlado por la Asociación Holandesa de Hockey sobre Hielo y representa a los Países Bajos en las competiciones internacionales de hockey sobre hielo sub-18. La Holanda juega en la División II de los Campeonato Mundial Sub-18 de Hockey sobre Hielo, y fue la sede del Grupo A en la División II del Campeonato Mundial Sub-18 de Hockey sobre Hielo de 2012 en Heerenveen.

## Jugadores

### Equipo actual
Los siguientes jugadores fueron nombrados como parte de la lista del Campeonato Mundial Sub-18 de Hockey sobre Hielo de 2012.
| Nombre                 | Pos.      | Club                 |
| ---------------------- | --------- | -------------------- |
| Jan-Willem Groenheyde  | Portero   | Zoetermeer Panthers  |
| Daniel Oordt           | Portero   | Langley Rivermen     |
| Boet van Gestel        | Defensa   | Tilburg Trappers     |
| Willem Gloudemans      | Defensa   | Eindhoven High Techs |
| Rick van Haren         | Defensa   | DEG Metro Stars      |
| Mark Hoekstra          | Defensa   | Friesland Flyers     |
| Thijs Voorn            | Defensa   | Eindhoven High Techs |
| Koen Bakker            | Defensa   | Dells Ducks          |
| Luke Zwartbol          | Defensa   | Eindhoven High Techs |
| Rocco van Hoorn        | Defensa   | Amsterdam Capitals   |
| Thomas Borgman         | Delantero | Zoetermeer Panthers  |
| Danny Donders          | Delantero | Eindhoven High Techs |
| Jesse Hendriks         | Delantero | Krefeld Pinguine     |
| Reno de Hondt          | Delantero | Malmö J18            |
| Jordy Knoren           | Delantero | Eindhoven High Techs |
| Tom Marx               | Delantero | Eindhoven High Techs |
| Davey Menting          | Delantero | Eindhoven High Techs |
| Tony Ras               | Delantero | Friesland Flyers     |
| Raymond van der Schuit | Delantero | Eindhoven High Techs |
| Sebastiaan Sneijder    | Delantero | Eindhoven High Techs |
| Cas Staps              | Delantero | Malmö J18            |
| Danny Stempher         | Delantero | Eindhoven High Techs |
| Joey Verreijen         | Delantero | South Muskoka Shield |